# Ptyodactylus guttatus
Ptyodactylus guttatus (синайський віялопалий гекон) — вид геконоподібних ящірок родини Phyllodactylidae. Мешкає на Близькому Сході.

## Поширення і екологія
Синайські віялопалі гекони мешкають на крайній півночі Судану, в Єгипті (в Західній і Східній пустелі, на Синаї), на більшій частині Ізраїля та на заході Йорданії, спостерігалися в Сирії, можливо, присутні в Лівії. Вони живуть в пустелях, серед скель, трапляються у ваді, в чагарникових заростях та поблизу людських поселень.